# Yasu Kōhei
Yasu Kōhei est un nom japonais traditionnel ; le nom de famille (ou le nom d'école), Yasu, précède donc le prénom (ou le nom d'artiste).
Yasu Kōhei (屋須 弘平, 1846-1917) est un photographe japonais.